# شعار تايلاند
شعار تايلاند عبارة عن جارودا، وهي رمز في العقيدة البوذيّة والأساطير الهندوسيّة، وهي أيضًا رمز للعائلة المالكة في تايلاند.